# フランクリン・ミルトン
フランクリン・ミルトン（Franklin Milton、1907年8月19日 - 1985年10月16日）は、アメリカ合衆国のレコーディング・エンジニアである。アカデミー録音賞には6回ノミネートされ、そのうち3回で受賞を果たした。

## 受賞とノミネート
| 賞           | 年   | 部門   | 作品名                 | 結果       |
| ------------ | ---- | ------ | ---------------------- | ---------- |
| アカデミー賞 | 1959 | 録音賞 | ベン・ハー             | 受賞       |
| アカデミー賞 | 1960 | 録音賞 | シマロン               | ノミネート |
| アカデミー賞 | 1963 | 録音賞 | 西部開拓史             | 受賞       |
| アカデミー賞 | 1964 | 録音賞 | 不沈のモリー・ブラウン | ノミネート |
| アカデミー賞 | 1965 | 録音賞 | ドクトル・ジバゴ       | ノミネート |
| アカデミー賞 | 1966 | 録音賞 | グラン・プリ           | 受賞       |